# Shemini Atzeret
Shemini Atzeret (Hebreo: שמיני עצרת - "el Octavo (día) de la Asamblea") se celebra el 22º día del mes hebreo de Tishréi. Este día oficialmente termina la fiesta de Sucot. Pero enseguida comienza la fiesta de Simjat Torá. A menudo se refieren a esta fiesta equivocadamente como el octavo día de la Fiesta de Sucot. Actualmente, esta fiesta se celebra en la Diáspora judía durante dos días, el segundo día, que es referido por separado, como Simjat Torá. Es un día festivo adicional para celebrar la alegría de vivir y dar las gracias a Hashem. Este día no tiene ningún mandamiento especial excepto el de celebrar la festividad y estar alegres. En la Tierra Santa de Israel este día se combina con Simjat Torá y se celebra el terminar la lectura de la santa Torá y también el comienzo de la lectura de la Torá. No está permitido hacer ningún tipo de trabajo durante este día, ya que es considerado como un día festivo (Yom Tov).